# أليكس وودورد
أليكس وودورد (بالإنجليزية: Alex Woodward)‏ هو لاعب كرة قدم أسترالية أسترالي، ولد في 11 يونيو 1993.

## وصلات خارجية
- أليكس وودورد على موقع AustralianFootball.com (الإنجليزية)
- أليكس وودورد على موقع AFLtables.com (الإنجليزية)